# مايا الهواري
مايا الهواري (مواليد 10 يوليو 1979)، معلمة إماراتية. تشغل منصب رئيسة مجلس إدارة مدرسة دبي كرمل - مديرة التخطيط الاستراتيجي. أختيرت كـ «سفيرة المعرفة» في الهلال الأحمر الإماراتي، وفي عام 2019 تم اختيارها من بين 50 حساباً مؤثراً على وسائل التواصل الاجتماعي، تعمل على تنمية المهارات الشخصية لموظفي الجهات الحكومية المختلفة في دولة الإمارات العربية المتحدة.

## الحياة مهنية
بدأت الهواري حياتها المهنية في عام 2012، عندما شغلت منصب مديرة ومديرة بالإنابة لكلية دبي للطالبات. وعينت سفيرة المعرفة لدى جمعية الهلال الأحمر الإماراتي في عام 2017 حيث عملت هناك كمحاضرة متطوعة. وأصبحت لاحقًا رئيسة مجلس إدارة مدرسة دبي كرمل في عام 2014. كانت متحدثة على منصة تيد في عام 2019، دُعيت للتحدث في مؤتمر الكنز الوطني في عام 2018. وكانت واحدة من المحاضرين الأربعة في جلسة "The Flow Talk Series" التي أقيمت بمناسبة يوم المرأة الإماراتية وأحد المتحدثين.